# Carl Wikström (1884–1962)

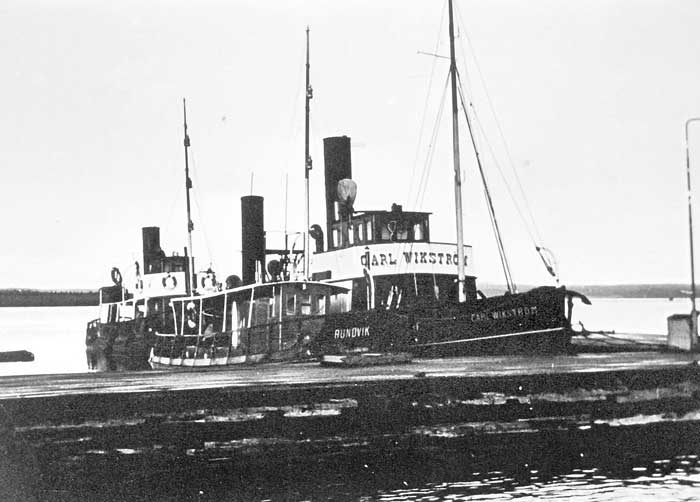
Bogserbåtar vid Nordmalings Ångsåg i Rundvik, den högra döpt efter Carl Wikström

Carl Wikström, född 5 augusti 1884 i Jakobs församling, Stockholm, död 5 februari 1962 i Oscars församling, Stockholm, var en svensk grosshandlare, känd för att 1927 ha tecknat det första licensavtalet i världen om tillverkning av masonit.
Carl Wikström hörde till släkten Wikström som fick stor betydelse för näringslivet i framför allt Nordmalings kommun. Han var son till grosshandlare Carl Wikström (1851–1920) och Mathilda Svensson. Han var bror till Margit Wikström, gift med Nils Gustaf Bonde.
Masonit var en uppfinning av den amerikanske ingenjören William Henry Mason och under mitten av 1920-talet startade produktionen i Laurel i Mississippi. Ett sågverk i Rundvik hade vid den tiden den i Stockholm verkande grosshandlaren Carl Wikström som huvudägare. Denne blev först i världen att skriva licensavtal med Mason. En fabrik uppfördes i Rundvik 1928–1929, vilken blev först i Europa att tillverka masonit och senare driven under företagsnamnet Masonite AB. Han lät 1924 uppföra Villa Wikström i Diplomatstaden i Stockholm.
Carl Wikström var gift med Norma Marguerite Siösteen (1892–1982). De är begravda på Norra begravningsplatsen utanför Stockholm.